# Морфогенез
Морфогене́з (від грец. morphê — «форма» і genesis — «утворення») в біології — процес виникнення і розвитку органів, систем і частин тіла організмів як в індивідуальному (онтогенез), так і в історичному, еволюційному, розвитку (філогенез).
Морфогенез — це один з трьох фундаментальних аспектів біології розвитку, разом з контролем росту клітин та їх диференціювання. На відміну від росту клітин та їх диференціювання, які можуть мати місце в клітинній культурі або у пухлинах, нормальний морфогенез спостерігається тільки в цілому непошкодженому організмі. Морфогенез визначає форми тканин, органів і цілих організмів, як і відносне розташування частин організму та окремих тканин в їх межах.
Дослідження морфогенезу мають на меті зрозуміти процеси, які керують просторовим розташуванням клітин протягом ембріонального розвитку організму і які дають початок характерним формам тканин та органів і анатомії тіла. У тваринному ембріоні зміна від кластера майже ідентичних клітин на стадії бластули до пост-гаструляційного ембріона із структурованими тканинами і органами керується генетичною «програмою» і може бути змінена зовнішніми факторами.